# Эффект Рашбы — Эдельштейна

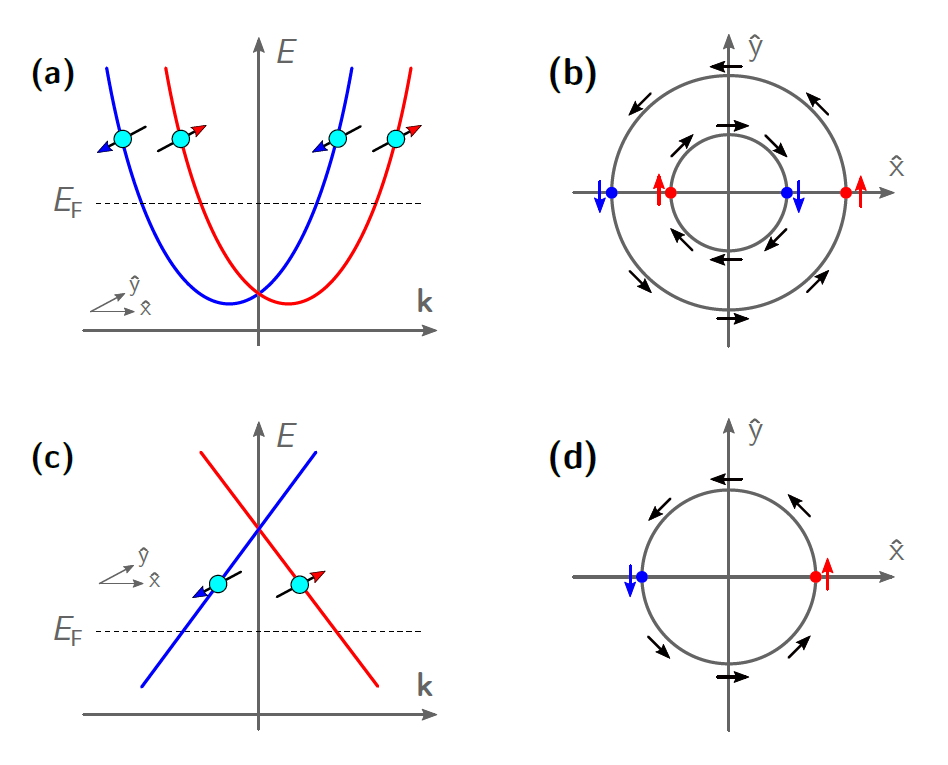
Расщепление Рашбы и топологическая зонная структура изолятора и контуры Ферми (двумерный аналог поверхность Ферми): сечение закона дисперсии энергии (a) и контуры Ферми (b), под действием эффекта Рашбы, и сечение закона дисперсии энергии (c) и контур Ферми (d) на поверхности топологического изолятора.

Эффект Рашбы — Эдельштейна (РЭЭ) в спинтронике — эффект, заключающийся в преобразовании двумерного электрического тока в накопление спинов. Этот эффект является собственным механизмом преобразования заряда в спин и был предсказан в 1990 году В. М. Эдельштейном. Экспериментально был продемонстрирован в 2013 году и подтверждён рядом последующих работ.
Его происхождение можно объяснить наличием спин-поляризованных поверхностных или интерфейсных состояний. Нарушение структурной симметрии инверсии (то есть наличие структурной асимметрии инверсии (SIA)) служит проявлением эффекта Рашбы: этот эффект нарушает спиновое вырождение энергетических зон и приводит к тому, что спиновая поляризация фиксируется по импульсу в каждой ветви дисперсионного соотношения для носителей тока. Если электрически ток течёт в этих спин-поляризованных поверхностных состояниях, то создаёт накопление спинов. В случае двумерного газа Рашбы, где происходит такое расщепление зон, этот эффект называется эффектом Рашбы — Эдельштейна (в честь Э. И. Рашбы).
Что касается класса материалов, называемых топологическими изоляторами (ТИ), спин-расщеплённые поверхностные состояния существуют благодаря топологии границы, независимо от эффекта Рашбы. Топологические изоляторы действительно демонстрируют на своей поверхности спин-расщёпленный линейный закон дисперсии (то есть спин-поляризованные конусы Дирака), в то же время обладая запрещённой зоной в объёме, что дало название этим материалам. Также в этом случае спин и импульс заблокированы, и когда ток течёт в этих спин-поляризованных поверхностных состояниях, происходит накопление спина, и этот эффект называется эффектом Эдельштейна. В обоих случаях реализуется двумерный механизм преобразования электрического заряда в спин.
Обратный процесс называется обратным эффектом Рашбы — Эдельштейна, и он преобразует накопление спина в двумерный электрический ток, что приводит к преобразованию спина в заряд двумерных материалах.
Эффект Рашбы — Эдельштейна и его обратный эффект классифицируются как механизмы взаимного преобразования спин-заряда (SCI), как прямой и обратный спиновый эффект Холла, а материалы, демонстрирующие эти эффекты, являются многообещающими кандидатами на роль спиновых инжекторов, детекторов и других технологий спинтроники.
Эффект Рашбы — Эдельштейна представляет собой поверхностный эффект, в отличие от спинового эффекта Холла, который является объёмным эффектом. Ещё одно различие между ними заключается в том, что эффект Рашбы — Эдельштейна является чисто собственным (внутренним) механизмом, тогда как происхождение спинового эффекта Холла может быть как внутренним так и внешним (примесным).

## Физическое происхождение
Происхождение эффекта Рашбы — Эдельштейна связано с наличием спин-расщёпленной поверхности или интерфейсных состояний, которые могут возникнуть из-за структурной асимметрии инверсии или из-за того, что материал имеет топологически защищённую поверхность, являясь топологическим изолятором. В обоих случаях поверхность материала демонстрирует спиновую поляризацию, привязанную к импульсу, а это означает, что эти две величины однозначно связаны и ортогональны друг другу (это хорошо видно из контуров Ферми). Также может присутствовать объёмная инверсная асимметрия, которая приведёт к эффекту Дрессельхауза. Фактически, если в дополнение к пространственной инверсионной асимметрии или топологической зонной структуре изолятора присутствует также объёмная инверсная асимметрия, спин и импульс по-прежнему заблокированы, но их относительная ориентация не может быть непосредственно определена (поскольку ориентация электрического тока относительно кристаллографических осей также играет важную роль). В дальнейшем для простоты мы будем пренебрегать эффектом Дрессельхауза.

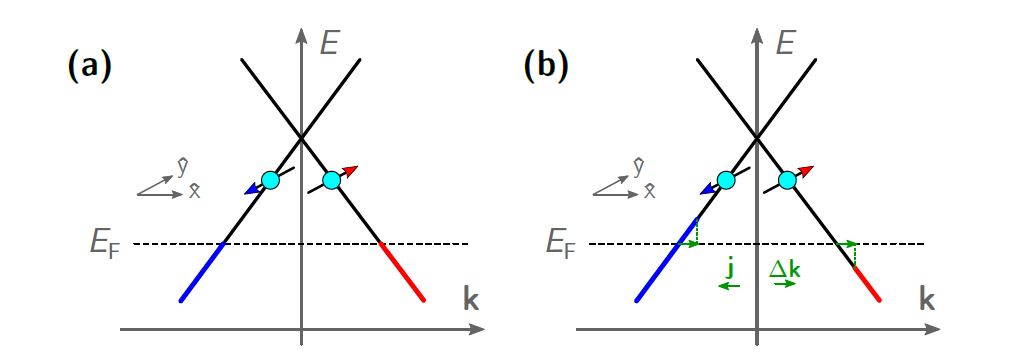
Зонная структура топологического изолятора в равновесном состоянии (a) и в неравновесной ситуации, когда происходит процесс взаимного превращения спин-заряда (b). К неравновесной ситуации могут привести два возможных эффекта: инжекция электрического тока (то есть дисбаланс импульса), который преобразуется в накопление спинов (эффект Эдельштейна), или инжекция спинов, приводящая к накоплению спинов, вызывающему электрический ток (обратный эффект Эдельштейна).

Случай топологического изолятора легче визуализировать из-за наличия единственного контура Ферми. Топологические изоляторы демонстрируют состояния спин-расщеплённой поверхности, в которых присутствует блокировка спина-импульса. Действительно, когда ток заряда течёт в поверхностных состояниях топологического изолятора, это также можно рассматривать как определённый сдвиг импульса {\displaystyle \Delta k} в обратном пространстве, что приводит к разной заселённости спин-поляризованных ветвей конуса Дирака. Этот дисбаланс, в соответствии со структурой закона дисперсии топологического изолятора, приводит к накоплению спинов в исследуемом материале, то етсь происходит спин-зарядовая конверсия. Накопление спина ортогонально инжектируемому току заряда в соответствии с блокировкой спинового момента. В связи с тем, что эти материалы проявляют проводящие свойства на своей поверхности, будучи непроводящими в объёме, электрический ток может течь только по поверхности топологических изоляторов: это является причиной двухмерности этого механизма преобразования заряда в спин.
Что касается эффекта Рашбы — Эдельштейна, то дисперсионное уравнение спин-расщепления состоит из двух зон, смещённых вдоль оси k из-за структурной асимметрии инверсии (SIA), соответственно эффекту Рашбы (то есть эти зоны демонстрируют линейное расщепление в k-пространстве из-за спин-орбитального взаимодействия). В результате образуются два контура Ферми, которые в равновесии концентричны, оба демонстрируют блокировку спина и импульса, но с противоположной спиральностью. Если система приводится в неравновесное состояние путём электрического тока, то два диска смещаются один относительно другого, и возникает суммарное накопление спинов. Этот эффект имеет место, например, в двумерном газе Рашбы. Расщепление Рашбы усложняет понимание и визуализацию механизма конверсии спина в заряд, но основной принцип работы эффекта Рашбы — Эдельштейна очень похож на принцип действия эффекта Эдельштейна.
С экспериментальной точки зрения, эффект Рашбы — Эдельштейна возникает, если электрический ток инжектируется внутрь топологического изолятора, например, с помощью двух электродов, к которым приложена разность потенциалов. Возникающее в результате накопление спинов можно исследовать несколькими способами, один из них — с помощью магнитооптического эффекта Керра (MOKE).

## Обратный эффект Рашбы — Эдельштейна
Обратный эффект Рашбы — Эдельштейна (I(R)EE) возникает, когда внутри исследуемого материала создаётся накопление спинов и, как следствие, возникает электрический ток на поверхности материала (в этом случае имеется двумерное преобразование спина в заряд). Чтобы наблюдать обратный эффект Рашбы — Эдельштейна, необходимо создать накопление спинов внутри анализируемого материала, и эта спиновая инжекция обычно достигается путём соединения исследуемого материала с ферромагнетиком для выполнения электрической инжекции или с полупроводником, где можно осуществить оптическую накачку. Что касается прямого эффекта, то в материалах, лишённых структурной симметрии инверсии, возникает обратный эффект Рашбы — Эдельштейна, а в топологических изоляторах возникает обратный эффект Эдельштейна.
В случае обратного эффекта Эдельштейна, глядя на сечение конуса Дирака, преобразование спина в заряд можно визуализировать следующим образом: спиновая инжекция вызывает накопление спинов одной ориентации в одной из ветвей дисперсионного соотношения. Это приводит к дисбалансу спинов из-за различных заполнений ветвей, что приводит к дисбалансу импульса и, следовательно, к электрическому току, который можно измерить приборами. Что касается прямого эффекта, то и при обратном эффекте Эдельштейна электрический ток может течь только по поверхностям топологического изолятора из-за формы энергетической зоны. Именно так в этих материалах происходит двумерное преобразование спина в заряд, что позволяет использовать топологические изоляторы в качестве детекторов спина.
Что касается прямого эффекта, то данный анализ проведен для обратного эффекта Эдельштейна, поскольку в этом случае присутствуют только две энергетические ветви. Что касается обратного эффекта Рашбы — Эдельштейна, то процесс очень похож, несмотря на наличие четырёх энергетических ветвей с блокировкой спина и импульса в дисперсионном законе и двух последовательных контуров Ферми с противоположными спиральностями. В этом случае два контура Ферми, когда внутри материала генерируется накопление спинов, будут смещаться друг относительно друга, создавая электрический ток, в отличие от равновесного случая, в котором два контура Ферми концентричны и не обладают ни суммарным импульсом ни накоплением спина.

## Эффективность процесса
Хотя и эффект Рашбы — Эдельштейна, и обратный эффект Рашбы — Эдельштейна основаны на накоплении спина, эффективность процессов обычно вычисляется путём учёта плотности спинового тока, связанной с накоплением спина, а не самого накопления спинов по аналогии со спиновым углом Холла для спинового эффекта Холла. Действительно, эффективность эффекта Рашбы — Эдельштейна и обратного эффекта Рашбы — Эдельштейна можно оценить с помощью характеристической длины Рашбы — Эдельштейна, то есть отношения плотности электрического тока, протекающего по поверхности исследуемого материала и трехмерной плотности спинового тока (поскольку накопление спинов может диффундировать в трёхмерном пространстве).
В эффекте Рашбы — Эдельштейна спиновый ток является следствием накопления спинов, происходящего в материале при протекании электрического тока по его поверхности (под действием разности потенциалов и, следовательно, электрического поля), а в обратный эффект Рашбы — Эдельштейна: спиновый ток — это количество, инжектируемое внутрь материала, приводящее к накоплению спина и приводящее к потоку заряда, локализованному на поверхности материала. В обоих случаях разница в размерностях зарядового и спинового тока приводит к соотношению, которое по размерности имеет единицу длины: отсюда произошло название этого параметра эффективности.
Аналитически значение двумерной плотности электрического тока можно вычислить, используя кинетическое уравнение Больцмана и, учитывая действие электрического поля {\displaystyle \mathbf {E} }, в результате чего
{\displaystyle \mathbf {j} =-{\frac {q^{2}\tau _{\rm {m}}k_{\rm {F}}v_{\rm {F}}}{4\pi ^{2}\hbar }}\mathbf {E} } ,
где {\displaystyle q} — элементарный заряд, {\displaystyle \tau _{\rm {m}}} — время релаксации по импульсам, {\displaystyle k_{\rm {F}}} и {\displaystyle v_{\rm {F}}} — волновой вектор Ферми и скорость Ферми соответственно, и {\displaystyle \hbar } — приведённая постоянная Планка. Плотность спинового тока также можно вычислить аналитически путём интегрирования по поверхности Ферми произведения спиновой поляризации и соответствующей функции распределения. В случае эффекта Эдельштейна эта величина приводит к величине
{\displaystyle \mathbf {j_{s}} =-{\frac {q^{2}k_{\rm {F}}}{4\pi ^{2}\hbar }}\mathbf {E} \times \mathbf {n} } ,
где {\displaystyle \mathbf {n} } — единичный вектор, перпендикулярный поверхности, по которой течёт электрический ток. Из этих формул следует ортогональность спиновой и зарядовой плотностей тока.
Что касается эффект Эдельштейна и его обратного эффекта, эффективность преобразования составляет:
{\displaystyle \lambda _{\rm {EE}}={\frac {j}{j_{s}}}=\tau _{\rm {m}}v_{\rm {F}}} .
Этот параметр считается условно положительным для контура Ферми со спиральностью против часовой стрелки. Вывод длины Рашбы — Эдельштейна аналогичем выводу для эффекта Эдельштейна, за исключением {\displaystyle v_{\rm {F}}}, который заменяется параметром Рашбы {\displaystyle \alpha _{\rm {R}}}, то есть {\displaystyle v_{\rm {F}}\to {\frac {\alpha _{\rm {R}}}{\hbar }}}, в результате чего:
{\displaystyle \lambda _{\rm {REE}}={\frac {j}{j_{s}}}={\frac {\tau _{\rm {m}}\alpha _{\rm {R}}}{\hbar }}} .
Длину Рашбы — Эдельштейна исследуемого материала можно сравнить с другими эффективностями взаимопреобразования спина и заряда, таких как спиновый угол Холла, чтобы установить, является ли этот материал эффективным преобразователем спина и заряда, и, следовательно, если бы он мог быть пригоден для приложений спинтроники. Длину Рашбы — Эдельштейна (эффективность двумерного взаимного преобразования спина и заряда) можно эффективно сравнить со спиновым углом Холла (эффективность взаимного преобразования спина и заряда в 3D), разделив {\displaystyle \lambda _{\rm {REE}}} параметр толщины спин-расщёпленных поверхностных состояний, в которых происходит это двумерное преобразование. Этот «эквивалентный» спинового угола Холла для эффекта Рашбы — Эдельштейна часто приводит к тому, что он близок к единице или даже превышает единицу: эффект Рашбы — Эдельштейна в среднем является более эффективным механизмом взаимного преобразования спина и заряда, чем спиновый эффект Холла, и это может привести в будущем к промышленному использованию материалов, демонстрирующих этот эффект.